# Delosperma leightoniae
Delosperma leightoniae är en isörtsväxtart som beskrevs av Lavis. Delosperma leightoniae ingår i släktet Delosperma, och familjen isörtsväxter. Inga underarter finns listade i Catalogue of Life.